# Прва лига Мозамбика у фудбалу
Прва лига Мозамбика у фудбалу, позната као Мокамбола (порт. Moçambola), највећи је степен фудбалских такмичења у Мозамбику, а организује је Лига Мокамбијана де фудбол. Прва регионална првенства одржана су 1922. године, а прво колонијално првенство одржано је 1956. за вријеме када је држава била колонија Португалије. Прво званично првенство након стицања независности одржано је 1976. године, док су 1975. одржана само провинцијска првенства.
Одржава се од маја до децембра у току једне календарске године, учествује 12 клубова који играју по двокружном систему, свако са сваким кући и на страни по једном. Првак иде у квалификације за КАФ лигу шампиона, док побједник Купа иде у КАФ Куп конфедерација; у зависности од позиције лиге на петогодишњој ранг листи може да има по два клуба у оба такмичења, уколико је међу првих 12, а у том случају другопласирани иде у Лигу шампиона, а трећепласирани у Куп конфедерација. Године 2020. није одржана због пандемије ковида 19.
Текстафрика је освојила титулу на првом првенству, док су Коста до Сол и Феровиарио де Мапуто рекордери са по десет титула. Рачунајући колонијална првенства, рекордер је Феровиарио де Мапуто са 18 титула.

## Клубови
У сезони 2022. учествовало је 12 клубова.
| Клуб                  | Локација       |
| --------------------- | -------------- |
| Блек булс             | Матола         |
| Виланкуло             | Виланкуло      |
| Инкомати              | Ксинаване      |
| Коста до Сол          | Мапуто         |
| Лига деспортива       | Мапуто         |
| Мачеде                | Мапуто         |
| Сонго                 | Сонго          |
| Феровиарио да Беира   | Беира          |
| Феровиарио да Лишинга | Лишинга        |
| Феровиарио да Мапуто  | Мапуто         |
| Феровиарио де Нампула | Нампула        |
| Феровиарио да Насала  | Насала а Велха |

## Прваци
Списак првака:

### Колонијални прваци
- 1956: Феровиарио Лоренсо Маркес
- 1957: Групо деспортиво Лоренсо Маркес
- 1958: Феровиарио да Беира
- 1959: Спортинг
- 1960: Спортинг Лоренсо Маркес
- 1961: Феровиарио Лоренсо Маркес
- 1962: Спортинг Лоренсо Маркес
- 1963: Феровиарио Лоренсо Маркес
- 1964: Групо деспортиво Лоренсо Маркес
- 1965: није завршено
- 1966: Феровиарио Лоренсо Маркес
- 1967: Феровиарио Лоренсо Маркес
- 1968: Феровиарио Лоренсо Маркес
- 1969: Текстафрика Вила Пери
- 1970: Феровиарио Лоренсо Маркес
- 1971: Текстафрика Вила Пери
- 1972: Феровиарио Лоренсо Маркес
- 1973: Текстафрика Вила Пери
- 1974: Феровиарио да Беира

### Након независности
- 1975: није одржано
- 1976: Текстафрика до Шимојо
- 1977: Групо деспортиво де Мапуто
- 1978: Групо деспортиво де Мапуто
- 1979: Коста до Сол
- 1980: Коста до Сол
- 1981: Текстил Пунге
- 1982: Феровиарио де Мапуто
- 1983: Групо деспортиво де Мапуто
- 1984: Деспортос де Максакене
- 1985: Деспортос де Максакене
- 1986: Деспортос де Максакене
- 1987: Мачеде
- 1988: Групо деспортиво де Мапуто
- 1989: Феровиарио де Мапуто
- 1990: Мачеде
- 1991: Коста до Сол
- 1992: Коста до Сол
- 1993: Коста до Сол
- 1994: Коста до Сол
- 1995: Групо деспортиво де Мапуто
- 1996: Феровиарио де Мапуто
- 1997: Феровиарио де Мапуто
- 1998/99: Феровиарио де Мапуто
- 1999/00: Коста до Сол
- 2000/01: Коста до Сол
- 2002: Феровиарио де Мапуто
- 2003: Деспортос де Максакене
- 2004: Феровиарио де Нампула
- 2005: Феровиарио де Мапуто
- 2006: Групо деспортиво де Мапуто
- 2007: Коста до Сол
- 2008: Феровиарио де Мапуто
- 2009: Феровиарио де Мапуто
- 2010: Лига деспортива де Мапуто
- 2011: Лига деспортива де Мапуто
- 2012: Максакене
- 2013: Лига деспортива де Мапуто
- 2014: Лига деспортива де Мапуто
- 2015: Феровиарио де Мапуто
- 2016: Феровиарио да Беира
- 2017: Сонго
- 2018: Сонго
- 2019: Коста до Сол
- 2020: није одржано
- 2021: Блек булс
- 2022: Сонго

## Успјешност клубова
| Клуб                       | Град    | Број титула | Сезоне                                                     |
| -------------------------- | ------- | ----------- | ---------------------------------------------------------- |
| Феровиарио де Мапуто       | Мапуто  | 10          | 1982, 1989, 1996, 1997, 1999, 2002, 2005, 2008, 2009, 2015 |
| Коста до Сол               | Мапуто  | 10          | 1979, 1980, 1991, 1992, 1993, 1994, 2000, 2001, 2007, 2019 |
| Групо деспортиво де Мапуто | Мапуто  | 6           | 1977, 1978, 1983, 1988, 1995, 2006                         |
| Максакене                  | Мапуто  | 5           | 1984, 1985, 1986, 2003, 2012                               |
| Лига деспортива де Мапуто  | Мапуто  | 4           | 2010, 2011, 2013, 2014                                     |
| Сонго                      | Сонго   | 3           | 2017, 2018, 2022                                           |
| Мачеде                     | Мапуто  | 2           | 1987, 1990                                                 |
| Текстафрика                | Шимојо  | 1           | 1976                                                       |
| Текстил Пунге              | Беира   | 1           | 1981                                                       |
| Феровиарио де Нампула      | Нампула | 1           | 2004                                                       |
| Феровиарио да Беира        | Беира   | 1           | 2016                                                       |
| Блек булс                  | Мапуто  | 1           | 2021                                                       |

## Најбољи стријелци
| Сезона | Играч             | Клуб                       | Број голова |
| 2002.  | Женито            | Максакене                  | 11          |
| 2004.  | Рубен             | Феровиарио да Беира        |             |
| 2005.  | Маурисио Пекенино | Групо деспортиво де Мапуто | 14          |
| 2006.  | Маурисио Пекенино | Групо деспортиво де Мапуто | 11          |
| 2007.  | Елтон Само Куња   | Коста до Сол               | 16          |
| 2008.  | Луис              | Феровиарио де Мапуто       | 15          |
| 2009.  | Џери Сито         | Феровиарио де Мапуто       | 16          |
| 2010.  | Џери Сито         | Феровиарио де Мапуто       | 16          |
| 2011.  | Бетињо            | Максакене                  | 15          |
| 2012.  | Сонито            | Лига деспортива де Мапуто  | 9           |
| 2014.  | Исак де Карваљо   | Максакене                  | 13          |
| 2016.  | Луис Микисоне     | Сонго                      | 15          |
| 2017.  | Телињо            | Лига деспортива де Мапуто  | 17          |
| 2018.  | Телињо            | Лига деспортива де Мапуто  | 11          |
| 2019.  | Бенвену Ева Нга   | Коста до Сол               | 24          |
| 2021.  | Еџаита            | Блек булс                  | 15          |
| 2022.  | Лау Кинг          | Сонго                      | 9           |
| 2022.  | Исак              | Феровиарио де Нампула      | 9           |